# 나얄라현

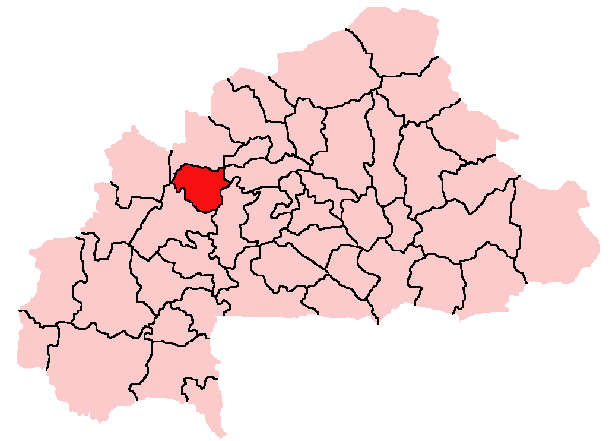
나얄라현의 위치

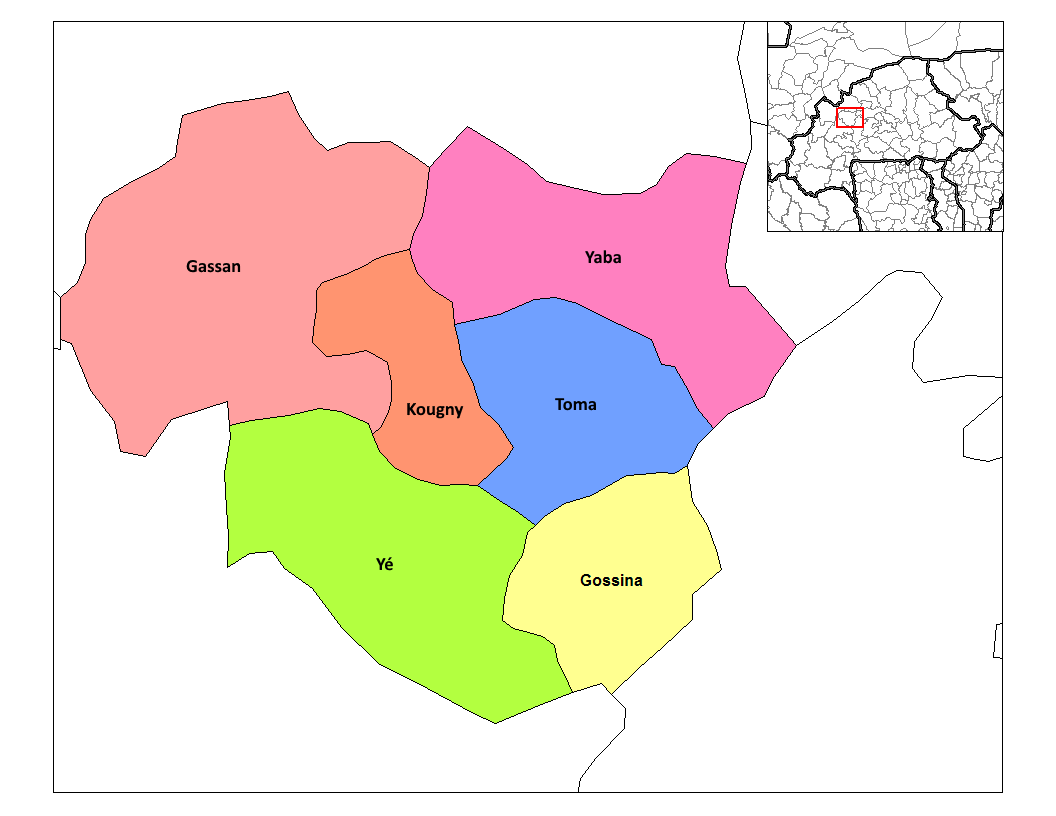
나얄라현의 행정 구역

나얄라현(프랑스어: Nayala)은 부르키나파소 부클뒤무운주에 위치한 현으로, 현도는 토마이며 면적은 3,919km2, 인구는 162,869명(2006년 기준)이다. 6개 군(가상군, 고시나군, 쿠그니군, 토마군, 야바군, 예군)을 관할한다.

## 같이 보기
- 부르키나파소의 주
- 부르키나파소의 현